# Therianón
Therianón (Theriano) är en ort i Grekland.   Den ligger i prefekturen Nomós Achaḯas och regionen Västra Grekland, i den centrala delen av landet, 180 km väster om huvudstaden Aten. Therianón ligger 113 meter över havet och antalet invånare är 133.
Terrängen runt Therianón är varierad. Havet är nära Therianón åt nordväst. Runt Therianón är det ganska glesbefolkat, med 30 invånare per kvadratkilometer. Närmaste större samhälle är Patras, 14,7 km nordost om Therianón. 